# Ханкишиев, Эльмир
Эльмир Ханкишиев (азерб. Elmir Xankişiyev; 25 августа 1974) — азербайджанский футболист, полузащитник и нападающий. Выступал за сборную Азербайджана.

## Биография
Дебютировал в профессиональном футболе в первом сезоне независимого чемпионата Азербайджана в клубе «Иншаатчи» (Сабирабад). В 1993 году со своим клубом стал финалистом Кубка Азербайджана, однако в том же сезоне команда вылетела из высшей лиги.
Летом 1993 года перешёл в «Карабах» (Агдам), где провёл следующие четыре года. Серебряный призёр чемпионата страны 1993/94 и 1996/97. В 1997 году перешёл в армейский клуб ОИК, за который выступал полтора года. В начале 1999 года вернулся в «Карабах», играл за него до 2004 года и дважды завоевал бронзовые медали чемпионата — в сезонах 2001/02 и 2003/04.
В 2004 году перешёл в «Хазар» (Ленкорань), ставший в итоге серебряным призёром чемпионата, но во время зимнего перерыва покинул клуб и провёл год в составе «Гянджи». В конце карьеры в течение полутора лет снова играл за «Карабах» и в сезоне 2005/06 стал обладателем Кубка страны.
Всего в высшей лиге Азербайджана сыграл 245 матчей и забил 43 гола. По состоянию на сентябрь 2020 года входил в топ-50 бомбардиров лиги за всю историю. В составе «Карабаха» провёл более 150 матчей.
В национальной сборной Азербайджана дебютировал 22 марта 1997 года в товарищеском матче против Туркменистана, заменив на 87-й минуте Мирбагира Исаева. Второй и последний матч провёл два года спустя, 5 июня 1999 года в отборочном турнире чемпионата Европы против Лихтенштейна, в котором также вышел на замену во втором тайме.
Принимал участие в матчах ветеранов.
В сентябре 2014 года вошёл в тренерский штаб бакинского «Нефтчи» в качестве ассистента Арифа Асадова.

## Достижения
- Серебряный призёр чемпионата Азербайджана: 1993/94, 1996/97
- Бронзовый призёр чемпионата Азербайджана: 2001/02, 2003/04
- Обладатель Кубка Азербайджана: 2005/06
- Финалист Кубка Азербайджана: 1993, 1995/96, 1999/00